# 曾有兩次 (神秘博士)
《曾有兩次》（英語：Twice Upon a Time）是英國科幻電視影集異世奇人的第十三個聖誕特輯，於2017年12月25日透過英國廣播公司第一台首播。本集由主理人史蒂芬·莫法特編劇，彼得·班尼特導演。本集是莫法特編劇製作「異世奇人」的最後一個故事，之後自系列11起本劇的首席編劇和執行製片人由克里斯·奇布諾爾接任。
本集是彼得·卡帕爾蒂飾演的第十二任博士在常規劇集中的最後一次出現，同時是朱迪·惠特克飾演的第十三任博士第一次亮相。另外大卫·布拉德利客串出演第一任博士，他曾在2013年的紀錄片中出演第一任博士飾演者威廉·哈特内尔。珀爾·麥琪客串出演第十二任博士的前同伴比爾·波茨，同時客串出現的還有博士的同伴克拉拉和納多爾，分別由珍娜·科爾曼和馬修·盧卡斯飾演。
本集延續系列10中最後一集博士隕落劇情，同時講述第一任博士在即將重生前的最後階段內發生的故事，部分影像畫面取自1966年第4季終的第十個星球片段。播出後受到了劇評家的好評。

## 發行與迴響
英國當晚共有570萬人收看本集，居於聖誕特輯中的第二低，但是在當天的所有頻道節目收視率中位居第五。隨後調查中，本集收視達到792萬，欣賞指數達81。

### 影院
《曾有兩次》在多個國家的影院上映，包括12月25日的巴西、12月26日的澳大利亞和丹麥、12月27至28日的美國和加拿大。影院版額外包括兩個花絮：本集的幕後以及史蒂芬·莫法特和彼得·卡帕爾蒂特別慶典。

### 評價
| 評論得分        | 評論得分 |
| 來源            | 評分     |
| --------------- | -------- |
| 爛番茄 (新鮮度) | 83%      |
| 爛番茄 (平均分) | 6.69     |
| 影音俱樂部      | A-       |
| 娱乐周刊        | A        |
| IndieWire       | C+       |
| IGN             | 9.5      |
| 紐約 (雜誌)     | [ 11 ]   |
| 广播时报        | [ 12 ]   |
| 每日镜报        | [ 13 ]   |
| 每日电讯报      | [ 14 ]   |

本集收到了正面的評價。在爛番茄有83%新鮮度，平均分6.69。本集入圍2018雨果獎最佳戲劇表演短片決賽。

### 家庭媒體
本集的DVD和藍光影碟於2018年1月22日在區域2發行，2018年2月7日在區域4發行，2018年2月13日在區域3發行。

## 資料來源
1. ↑  DWTV. . Doctor Who TV. 2017-12-26  [2017-12-26]. （原始内容存档于2017-12-26） （英国英语）.
2. ↑  Marcus. . Doctor Who News. 2018-01-03  [2018-01-03]. （原始内容存档于2018-01-03）.
3. ↑  Marcus. . Doctor Who News. 2018-01-03  [2018-01-03]. （原始内容存档于2017-12-31）.
4. ↑  Foster, Chuck. . Doctor Who News. 2017-11-14  [2017-11-28]. （原始内容存档于2017-11-14）.
5. ↑  Foster, Chuck. . Doctor Who News. 2017-11-27  [2017-11-28]. （原始内容存档于2017-12-01）.
6. 1 2 3  . 爛番茄.   [2018-01-25]. （原始内容存档于2017-12-04）.
7. ↑  Siede, Caroline. . 影音俱樂部.   [2017-12-26]. （原始内容存档于2018-01-14）.
8. ↑  Schwartz, Dana. . 娱乐周刊. 2017-12-25  [2017-12-25]. （原始内容存档于2018-01-13）.
9. ↑  Welsh, Kaite. . IndieWire. 2017-12-25  [2017-12-25]. （原始内容存档于2018-01-15）.
10. ↑  Scott, Collura. . IGN. 2017-12-26  [2017-12-26]. （原始内容存档于2017-12-27）.
11. ↑  Ruediger, Ross. . 紐約 (雜誌). 2017-12-26  [2017-12-26]. （原始内容存档于2017-12-28）.
12. ↑  Mulkern, Patrick. . 广播时报. 2017-12-26  [2017-12-26]. （原始内容存档于2017-12-27）.
13. ↑  Jackson, Daniel. . 每日镜报. 2017-12-25  [2017-12-25]. （原始内容存档于2020-12-01）.
14. ↑  Hogan, Michael. . 每日电讯报. 2017-12-25  [2017-12-25]. ISSN 0307-1235. （原始内容存档于2020-02-22） （英国英语）.
15. ↑  newsintimeandspace.net. . m.doctorwhonews.net.   [2017-12-27]. （原始内容存档于2018-06-20） （英语）.
16. ↑  . thehugoawards.org. 2018-04-01  [2018-05-29]. （原始内容存档于2021-02-11）.
17. ↑  . Amazon.   [2017-12-15]. （原始内容存档于2020-11-08）.
18. ↑  . EzyDVD.   [2017-12-17]. （原始内容存档于2017-12-22）.
19. ↑  . Amazon.   [2017-12-24]. （原始内容存档于2024-09-07）.

## 外部連結
- "Twice Upon a Time" 在 BBC《異世奇人》的主頁
- TARDIS Data Core上的相关条目： 《曾有兩次》
- 互联网电影数据库上曾有兩次的资料（英文）